# Ordem do Mérito da República Federal da Alemanha
A Ordem do Mérito da República Federal da Alemanha (em alemão: Verdienstorden der Bundesrepublik Deutschland; abreviatura: Bundesverdienstkreuz) é a única ordem de mérito federal da Alemanha. Todos os estados da Alemanha, fora de Bremen e Hamburgo, têm próprias ordens de mérito.
A ordem foi estabelecida em 7 de setembro de 1951 pelo antigo presidente da Alemanha Theodor Heuss como uma recompensa por serviços extraordinários nas áreas da política, da economia, da cultura, da arte ou do trabalho voluntário.
A distinção é dividida em três classes e sete categorias e foi atribuída até outubro de 2005 a mais de 210 000 pessoas.

## História
No "Decreto sobre a Fundação do Mérito da República Federal da Alemanha", disse o Presidente Heuss, juntamente com o Chanceler Konrad Adenauer e do Ministro Federal do Interior, Robert Lehr assinado, ele diz:
"Desejando expressar claramente reconhecimento e gratidão, aos homens e mulheres merecedores, do povo alemão e de países estrangeiros, no segundo aniversário da República Federal da Alemanha, eu estabeleço a Ordem de Mérito da República Federal da Alemanha. É concedida por feitos que serviram a reconstrução do país nos campos das atividades: política, sócio-econômica e intelectual, e destina-se a servir como prêmio a todos aqueles cujo trabalho contribuiu ao surgimento pacífico da República Federal da Alemanha.
A Ordem do Mérito é concedida em quatro classes de acordo com normas internacionais (Mérito, Cruz de Mérito, Grã-Cruz de Mérito, Grã-Cruz) e em nove etapas. O mais alto nível, a classe especial da Grande Cruz é para chefes de Estado e garantido ao presidente alemão ao assumir o cargo.

## Classes
A Ordem compreende quatro grupos com sete classes regulares e duas classes especiais, a seguir as denominações oficiais em português:
- Grã-Cruz (em alemão: Großkreuz)
  - Grã-Cruz de Classe Especial (Sonderstufe des Großkreuzes); a classe mais alta da Ordem reservada aos chefes de estado
  - Grã-Cruz de Edição Especial (Großkreuz in besonderer Ausführung); equivalente a Grã-Cruz, mas com design de coroa de louros (concedido apenas duas vezes na história, a Konrad Adenauer e Helmut Kohl
  - Grã-Cruz (Großkreuz)
- Grã-Cruz do Mérito (em alemão: Großes Verdienstkreuz)
  - Grã-Cruz do Mérito com Estrela e Banda (Großes Verdienstkreuz mit Stern und Schulterband)
  - Grã-Cruz do Mérito com Estrela (Großes Verdienstkreuz mit Stern)
  - Grã-Cruz do Mérito (Großes Verdienstkreuz)
- Cruz do Mérito (alemão: Verdienstkreuz)
  - Cruz do Mérito de Primeira Classe (Verdienstkreuz 1. Klasse)
  - Cruz do Mérito com Banda (Verdienstkreuz am Bande)
- Medalha do Mérito (em alemão: Verdienstmedaille)
  - Medalha do Mérito (Verdienstmedaille)

O Presidente da República Federal detém a Grã-Cruz de Classe Especial ex officio. É-lhe concedida numa cerimónia pelo Presidente do Bundestag, com a presença do Chanceler da Alemanha, do Presidente do Bundesrat, e do Presidente do Supremo Tribunal. Além do presidente alemão, somente um chefe de Estado estrangeiro e o seu cônjuge podem ser premiados com essa Classe mais alta. Há também a oferta de atribuição da "Grã-Cruz" numa "edição especial" com design de coroa de louros ("Großkreuz in besonderer Ausführung"), em que o medalhão central com a águia negra é cercado por uma coroa de louros estilizada em relevo. Esta "edição especial da Grã-Cruz" foi concedida até agora apenas duas vezes, aos ex-chanceleres alemães Konrad Adenauer e Helmut Kohl.